# Melisa Ferhatovic
Melisa Ferhatovic, född 14 augusti 2000, är en svensk skådespelare.
Ferhatovic har bland annat medverkat i TV-serierna En helt vanlig familj och La Tormenta Sueca där hon spelade huvudrollen som Vera.

## Filmografi (i urval)
- 2021 – La Tormenta Sueca (TV-serie)
- 2023 – En helt vanlig familj (TV-serie)